# 建始 (慕容熙)
建始（けんし）は、五胡十六国時代、後燕の君主慕容熙の治世で使用された元号。407年正月 - 7月。
後燕では慕容詳の代にも建始が使用されており、同一王朝で重複した使用例である。

## 西暦・干支との対照表
| 建始 | 元年  |
| 西暦 | 407年 |
| 干支 | 丁未  |